# Allison Hayes
Pour les articles homonymes, voir Hayes.
Mary Jane Hayes, née le 6 mars 1930 à Charleston (Virginie-Occidentale) et morte le 27 février 1977 à San Diego (Californie), est une actrice américaine, connue comme Allison Hayes.

## Biographie
Après des débuts comme modèle, Allison Hayes contribue au cinéma à vingt-six films américains, depuis Francis Joins the WACS d'Arthur Lubin (1954, avec Donald O'Connor et Julie Adams) jusqu'à Chatouille-moi de Norman Taurog (1965, avec Elvis Presley et Julie Adams).
Entretemps, mentionnons Le Signe du païen de Douglas Sirk (son troisième film, 1954, avec Jeff Chandler et Jack Palance), le western L'Attaque du Fort Douglas de Kurt Neumann (1956, avec Scott Brady et Lori Nelson), L'Attaque de la femme de 50 pieds de Nathan Juran (1958, avec William Hudson (en)), ou encore Mercredi soir, 9 heures... de Daniel Mann (son avant-dernier film, 1963, avec Dean Martin et Elizabeth Montgomery).
À la télévision américaine, hormis un téléfilm de 1958, elle apparaît dans trente-sept séries (notamment de western) entre 1955 et 1967, dont Bat Masterson (sept épisodes, 1958-1960), Rawhide (un épisode, 1959) et Perry Mason (cinq épisodes, 1960-1965).
Allison Hayes meurt prématurément début 1977, à 46 ans, des suites d'une leucémie.

## Filmographie partielle

### Cinéma
- 1954 : Francis chez les Wacs (Francis Joins the WACS) d'Arthur Lubin : Lieutenant Dickson
- 1954 : Le Signe du païen (Sign of the Pagan) de Douglas Sirk : Ildico
- 1955 : So This Is Paris de Richard Quine : Carmen
- 1955 : Double Jeopardy de R. G. Springsteen : Barbara Devery
- 1955 : Le Cavalier au masque (The Purple Mask) de H. Bruce Humberstone : Irène de Bournotte
- 1955 : Meurtres à responsabilité limitée (Chicago Syndicate) de Fred F. Sears
- 1955 : L'Étreinte du destin (Count Three and Pray) de George Sherman
- 1956 : La Loi des armes (Gunslinger) de Roger Corman : Erica Page
- 1956 : L'Attaque du Fort Douglas (Mohawk) de Kurt Neumann : Greta Jones
- 1957 : The Unearthly de Boris Petroff (en) : Grace Thomas
- 1957 : The Undead de Roger Corman : Livia
- 1958 : L'Attaque de la femme de 50 pieds (Attack of the 50 Foot Woman) de Nathan Juran : Nancy Fowler Archer
- 1963 : Mercredi soir, 9 heures... (Who's Been Sleeping In My Bed?) de Daniel Mann : Mme Grayson
- 1965 : Chatouille-moi (Tickle Me) de Norman Taurog : Mabel

### Télévision
(séries)

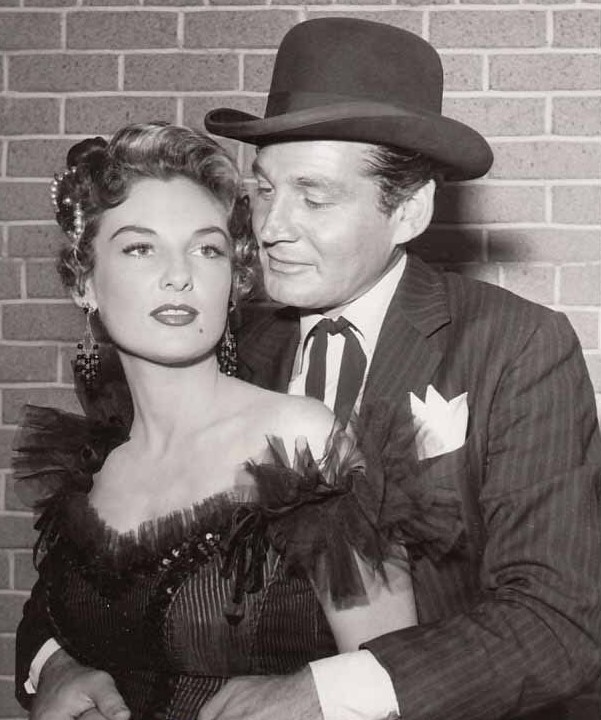
Avec Gene Barry, dans la série Bat Masterson, épisode Dude's Folly (1958)

- 1957 : Les Aventuriers du Far West (Death Valley Days)
  - Saison 5, épisode 15 Lady Engineer de Stuart E. McGowan : Mary Granger
- 1958 : Mike Hammer (Mickey Spillane's Mike Hammer), première série
  - Saison 1, épisode 39 Mere Maid de Boris Sagal : Miriam Cordey
- 1958-1960 : Bat Masterson
  - Saison 1, épisode 8 Dude's Folly (1958), épisode 17 License to Cheat (1959) de Jesse Hibbs et épisode 30 The Secret Is Death (1959) : Ellie Winters
  - Saison 2, épisode 18 Deadly Diamonds (1960) de Walter Doniger, épisode 25 The Reluctant Witness (1960) de William Conrad et épisode 34 The Elusive Baquette (1960) d'Alan Crosland Jr. : Ellie Winters
  - Saison 3, épisode 6 Murder Can Be Dangerous (1960) d'Herman Hoffman: Ellie Winters
- 1959 : Rawhide
  - Saison 2, épisode 7 Les Otages (Incident at the Buffalo Smokehouse) de Stuart Heisler : Rose Morton
- 1960 : Les Incorruptibles (The Untouchables)
  - Saison 2, épisode 1 Coup pour coup (The Rusty Heller Story) de Walter Grauman : Mme Charles « Pops » Felcher
- 1960-1965 : Perry Mason, première série
  - Saison 3, épisode 18 The Case of the Singing Skirt (1960) d'Arthur Marks : Sadie Bradford
  - Saison 5, épisode 17 The Case of the Captain's Coins (1962) d'Arthur Marks : Jane Weeks
  - Saison 6, épisode 1 The Case of the Bogus Books (1962) d'Arthur Marks : Pearl Chute
  - Saison 8, épisode 25 The Case of the Deadly Debt (1965) de Jesse Hibbs : Stella Radom
  - Saison 9, épisode 1 The Case of the Laughing Lady (1965) de Jesse Hibbs : Cho Sin
- 1961 : Laramie
  - Saison 3, épisode 5 The Fatal Step de Joseph Kane : Francie
- 1962 : Les Hommes volants (Ripcord)
  - Saison 1, épisode 38 Para-Nurse : Laura Copeland
- 1962 : 77 Sunset Strip
  - Saison 4, épisode 23 The Parallel Caper de Leslie H. Martinson : Marianne Winston
- 1963-1964 : Hôpital central (General Hospital), feuilleton, épisodes non spécifiés : Priscilla Longsworth
- 1966 : Sur la piste du crime (The FBI)
  - Saison 2, épisode 11 The Contaminator de Paul Wendkos : Anne Frazier
- 1967 : Le Cheval de fer (The Iron Horse)
  - Saison 1, épisode 28 Death by Triangulation : Dana Marion